# Oak Hills Place
Oak Hills Place és una població dels Estats Units a l'estat de Louisiana. Segons el cens del 2000 tenia 7.996 habitants.

## Demografia
Segons el cens del 2000, Oak Hills Place tenia 7.996 habitants, 2.989 habitatges, i 2.253 famílies. La densitat de població era de 1.005,6 habitants/km².
Dels 2.989 habitatges en un 39% hi vivien nens de menys de 18 anys, en un 65,7% hi vivien parelles casades, en un 7,6% dones solteres, i en un 24,6% no eren unitats familiars. En el 20,2% dels habitatges hi vivien persones soles el 4,7% de les quals corresponia a persones de 65 anys o més que vivien soles. El nombre mitjà de persones vivint en cada habitatge era de 2,67 i el nombre mitjà de persones que vivien en cada família era de 3,13.
Per edats la població es repartia de la següent manera: un 27,9% tenia menys de 18 anys, un 7,7% entre 18 i 24, un 28,1% entre 25 i 44, un 28,4% de 45 a 60 i un 7,8% 65 anys o més.
L'edat mediana era de 37 anys. Per cada 100 dones de 18 o més anys hi havia 89,4 homes.
La renda mediana per habitatge era de 77.668 $ i la renda mediana per família de 90.444 $. Els homes tenien una renda mediana de 63.571 $ mentre que les dones 32.207 $. La renda per capita de la població era de 34.994 $. Entorn del 3,1% de les famílies i el 3,2% de la població estaven per davall del llindar de pobresa.

## Poblacions més properes
El següent diagrama mostra les poblacions més properes.